# 舊金山輕軌N線
舊金山輕軌N線，亦稱N朱達路線（英語：N Judah），是美國加州舊金山市區的舊金山輕軌路線，因主要行駛朱達街（Judah Street）而得名，朱達街命名則是紀念鐵路工程師希奧多·朱達。此路線聯繫舊金山城中鬧區與柯爾谷、日落區等郊區，目前是舊金山輕軌路線中最繁忙的路線，2013年工作日之平均日運量為41,439人次。其為舊金山路面電車路線之一，於1928年開始營運，之後於1980年部分改建為現代輕軌路線營運。許多路面電車在二次大戰之後改成公車路線，但N線因使用日落隧道的緣故而保留下來。

## 路線描述

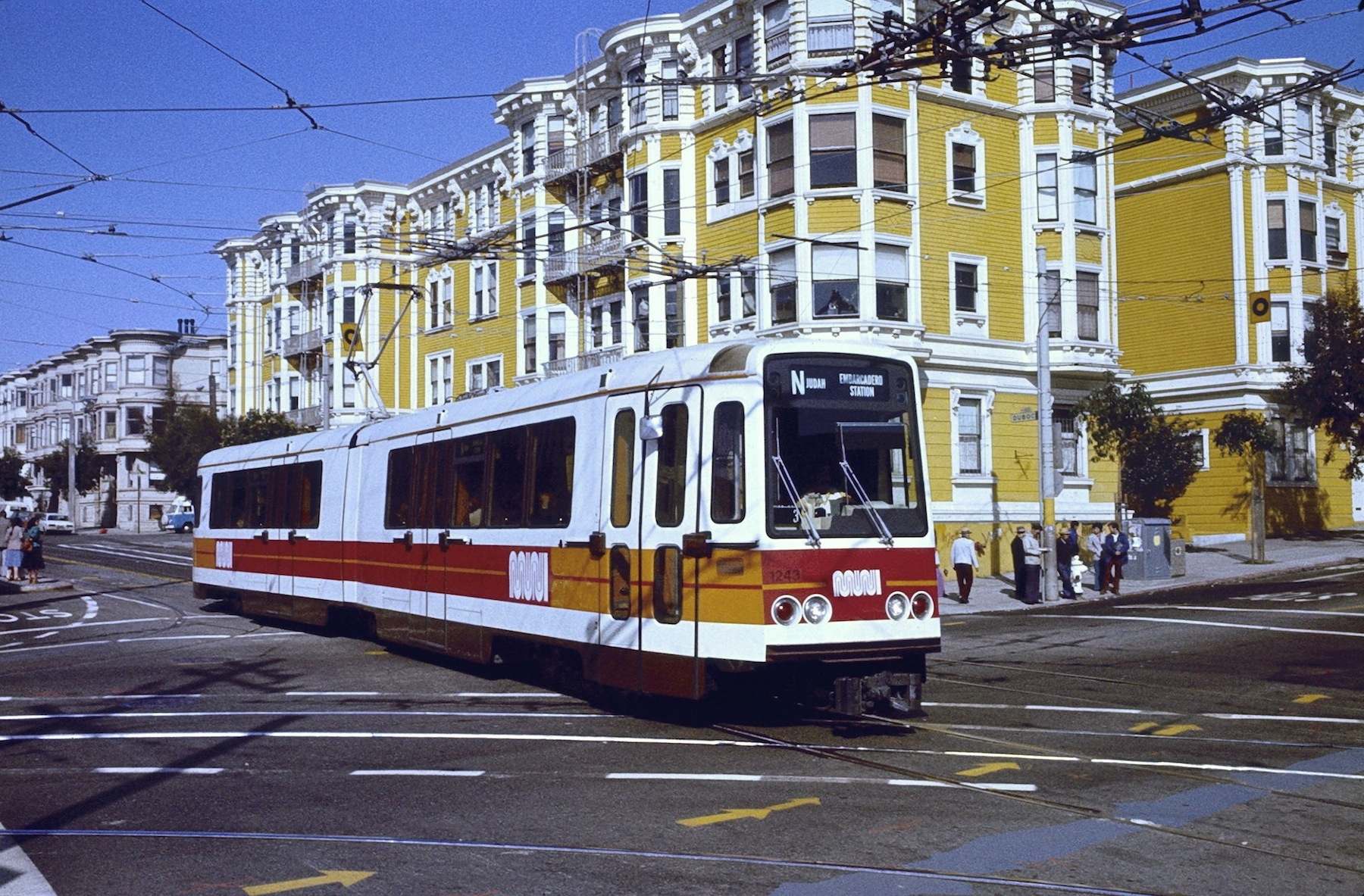
波音LRV列車於N線營運，攝於1980年杜伯斯大街（Duboce Avenue）

此路線從米慎灣一帶的加州火車機廠行駛至大洋灘區域，途經AT&T球場、內河碼頭。其進入市場街地鐵，與其他五條舊金山輕軌路線共線。其在教堂街（Church Street）離開地鐵隧道，行經杜伯斯公園後再進入日落隧道，隧道上方是麗景公園的丘陵地。離開短短的日落隧道後即進入卡爾街（Carl Street），並行經爾文街（Irving Street），旁邊為加州大學舊金山分校（University of California, San Francisco (UCSF) Parnassus校區）的停車場，之後在日落區的第9大街（9th Avenue）轉了一個街區後行駛朱達街，直到大洋灘的海岸邊，終端呈迴圈路線以利列車迴轉返駛。

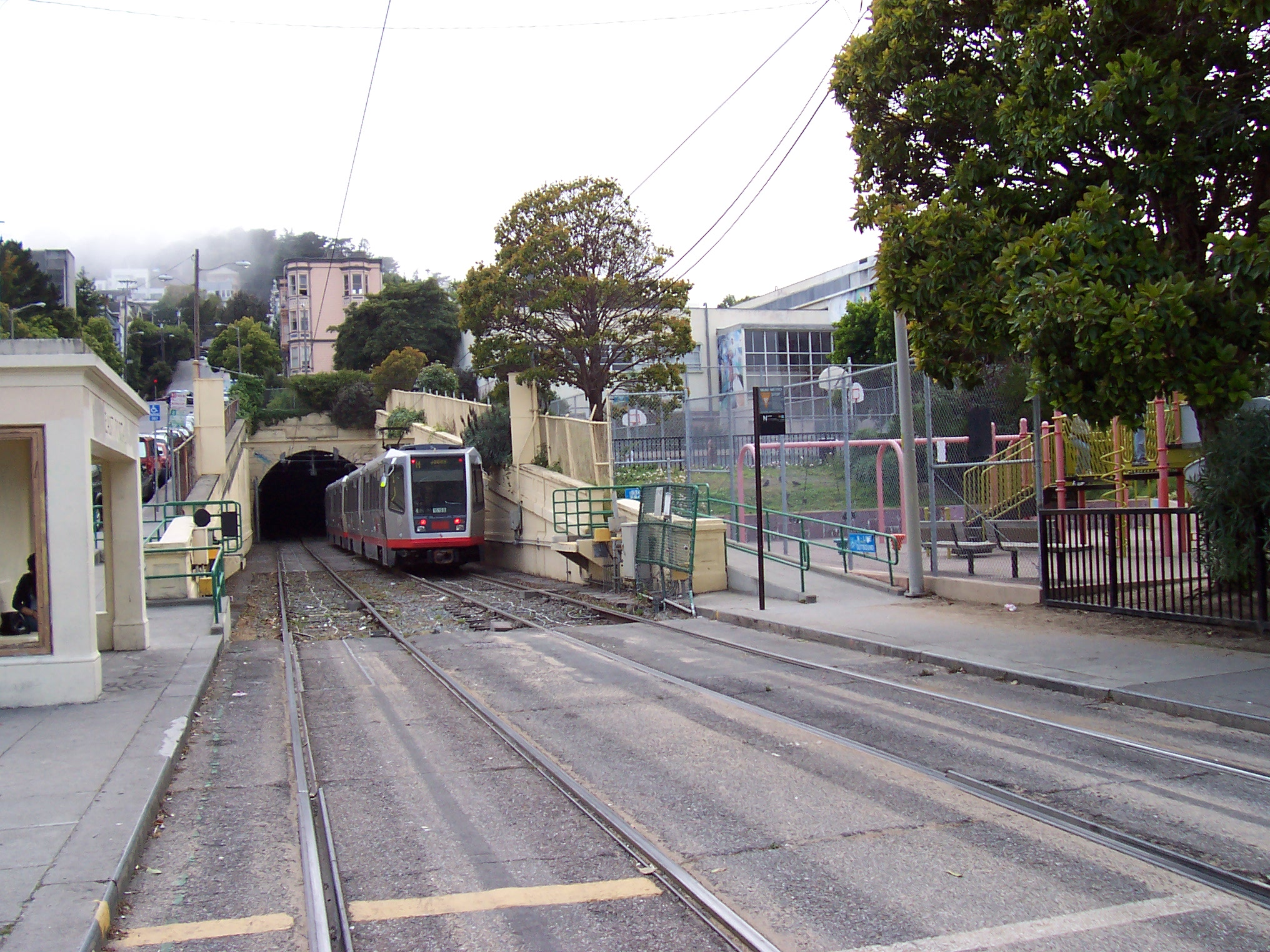
N線列車進入日落隧道東側入口

## 外部連結
- Muni Metro and San Francisco rail map (195KB PDF)
- N Judah route information from the SF Muni Map Project
- The N-Judah Chronicles （页面存档备份，存于）